# Joppocryptus occiputalis
Joppocryptus occiputalis är en stekelart som först beskrevs av Cresson 1868.  Joppocryptus occiputalis ingår i släktet Joppocryptus och familjen brokparasitsteklar. Inga underarter finns listade i Catalogue of Life.